# René Daniëls
René Daniëls (* 23. Mai 1950 in Eindhoven) ist ein niederländischer Maler.

## Leben und Werk
René Daniëls war bis 1976 Student an der Akademie voor Kunst en Vormgeving St. Joost in ’s-Hertogenbosch. Seine Vorbilder sind Francis Picabia, René Magritte und Marcel Broodthaers.
Eine bekannte Malerei von René Daniëls ist „Hollandse Nieuwe“ von 1982. Den zugrundeliegenden Gedanken für diese Malerei hatte er plötzlich (laut Daniëls in einem Interview 1983), als er die ersten Heringe der Saison, Matjes, wie in den Niederlanden üblich, von der Hand in den Mund gegessen hat. Beim Essen der „Hollandse Nieuwe“ kam ihm der Gedanke: „Stel dat ze ontdekken hoe lekker ze zelf zijn. Dan vreten ze elkaar misschien allemaal op en hebben wij niets meer./ Stell Dir vor, sie würden entdecken, wie lecker sie sind. Dann essen sie sich vielleicht gegenseitig auf und für uns bleibt nichts mehr übrig“.
Das Werk ist als ein Kommentar auf den Kunstbetrieb zu verstehen, so wie mehrere andere Werke von René Daniëls auch. Academie (1982) thematisiert die Kunstakademien und The Most Contemporary Picture Show (1983) hat die gängige Ausstellungspraxis zum Thema.
Ein Schlaganfall verursachte 1987 bei René Daniëls bleibende Motorische Störungen.

## Ausstellungen (Auswahl)

### Einzelausstellungen
- 2012: René Daniëls, Museo Reina Sofía, Madrid[5]
- 2008: René Daniëls, De terugkeer van de performance Van Abbemuseum, Eindhoven[6]
- 2007: René Daniëls: Tekeningen en schilderijen 1977-1987 De Pont Museum, Tilburg[7]
- 2006: The Most Contemporary Picture Show, Actually. René Daniëls – Michael Krebber – Klaus Merkel Kunsthalle Nürnberg[8]
- 1999: The Most Contemporary Picture Show Kunstmuseum Wolfsburg, Wolfsburg[9]

### Gruppenausstellungen
- 1982: Zeitgeist, Martin-Gropius-Bau, Berlin
- 1982: documenta 7, Kassel
- 1981: Westkunst. Zeitgenössische Kunst seit 1939, Rheinhallen, Köln

## Auszeichnungen
- 2007: Oeuvreprijs Fonds BKVB
- 1998: Commissarispenning, Provincie Noord-Brabant 1992 David Roëll Prijs
- 1988: Sandbergprijs für Malerei